# Sportpark De Brand
Sportpark De Brand is een sportpark in de Nederlandse plaats Berlicum. Het sportpark ligt in het zuidoostelijke deel van het dorp.
De Berlicumse voetbalvereniging BMC speelt sinds 1981 op De Brand. Naast voetbal worden de sporten hockey, korfbal, tennis, fietscross, jeu de boules en paardrijden beoefend op het sportpark. Ook bevindt zich op De Brand het Sint Joris Hof, waar het Sint Joris Gilde zich huisvest. Hier wordt onder meer aan schietsport, beugelen, darten en sjoelen gedaan.
Aan de voorkant van het park is een parkeerplaats gevestigd. Lange tijd is er hier sprake geweest van verkeer- en parkeeroverlast. Om de overlast op te lossen zijn de parkeervoorzieningen in 2011 uitgebreid. Zo zijn er 82 parkeerplaatsen bij gekomen en zijn er drempels en een afschermende wal geplaatst op het sportpark.

## Faciliteiten
De volgende faciliteiten bevinden zich op Sportpark De Brand:
- 4 voetbalvelden
- 2 hockeyvelden (kunstgras)
- 3 korfbalvelden
- 10 tennisbanen
- Fietscrossbaan
- Jeu de boulesbaan
- Manege
- Gildeaccommodatie

Op de raadsvergadering van 13 oktober 2011 over het accommodatieplan voor de periode 2011-2015 besloot de gemeenteraad van de gemeente Sint-Michielsgestel dat er een onderzoek opgestart zal worden naar de mogelijkheid om de bouw van een sporthal te realiseren op sportpark De Brand.

## Sportverenigingen
Er zijn verschillende sportverenigingen gehuisvest op De Brand. Naast sportfaciliteiten hebben de meeste verenigingen de beschikking over een kantine of clubhuis.
De volgende verenigingen zijn gehuisvest op Sportpark De Brand:
- BMC (voetbal)
- Fietscross Club FC The Woopers (fietscross)
- Landelijke Rijvereniging The Cowboys (paardrijden)
- Mooie Boule (jeu de boules)
- Sint Joris Gilde (gilde)
- H.C. Berlicum (hockey)
- LTV Berlicum (tennis)
- BMC (korfbal)

Hoewel de voetbalvereniging en de korfbalvereniging beiden BMC heten, gaat het hier om twee verschillende sportverenigingen.